# Wilhelm von Thüngen
Wilhelm Freiherr von Thüngen (* 17. August 1805 in Thüngen; † 1. März 1871 ebenda) war ein bayerischer Gutsbesitzer und Politiker.

## Leben
Wilhelm von Thüngen entstammte dem fränkischen Adelsgeschlecht Thüngen und war Majoratsherr auf dem gleichnamigen Gut in Unterfranken.  Er war Erbküchenmeister des Herzogtums Franken und königlich Bayerischer Kämmerer.
Von 1859 bis 1861 war Wilhelm von Thüngen Mitglied der Bayerischen Kammer der Abgeordneten für den Wahlkreis Gemünden. 1861 wurde er Mitglied der Kammer der Bayerischen Reichsräte auf Lebenszeit und war von 1868 bis 1871 deren 2. Präsident.
Von 1868 bis 1870 gehörte er außerdem als Abgeordneter des Reichstagswahlkreises Oberbayern 8 (Traunstein, Laufen, Berchtesgaden, Altötting) dem Zollparlament an. Er vertrat die politische Richtung der Bayerischen Patriotenpartei.